# Chandramukhi Basu
Chandramukhi Basu (ur. 1860 w Czinsurze, zm. 3 lutego 1944 tamże) – indyjska uczona, pierwsza studentka i absolwentka studiów wyższych w Indiach Brytyjskich.

## Życiorys
Była córką Bhubana Mohana Bose'a. Prawdopodobnie jej ojciec, pod wpływem misjonarzy, w wieku 16 lat przyjął chrzest. Był zaangażowany w pracę na rzecz Kościoła. Gdy Chandramukhi była dzieckiem, rodzina przeniosła się do Dehradun, gdzie jej ojciec pracował jako nauczyciel. Przypuszczalnie byli protestantami. W tym czasie Bethune College na Uniwersytecie w Kolkacie, do którego chciała się dostać Basu, nie przyjmował dziewcząt, które nie były hinduistkami. Kobieta dostała się na studia na poziomie First Arts (FA) w Free Church Institution (Free Church Normal School) prowadzonym przez ojca Alexandra Duffa (współcześnie protestancka Scottish Church School). Według innych źródeł było to Dehradun Native Christian School. 
W wieku 16 lat, w 1876, Chandramukhi ubiegała się o przyjęcie na egzamin wstępny na Uniwersytet w Kolkacie. Złożyła wniosek pod wpływem misjonarza Davida Herona, który przebywał czasowo w Dehradun. Jej podanie wywołało w Kolkacie duże poruszenie. W styczniu 1877 zdała egzaminy ze wszystkich przedmiotów, ale jej kandydatury nie zarejestrowano, zgodnie z poleceniem władz uczelni, więc jej wynik nie został ogłoszony. Przepisy zinterpretowano niekorzystnie dla Chandramukhi. Władze uczelni dyskryminowały ją ze względu na płeć. Jednak 27 kwietnia 1878 władze uniwersytetu ogłosiły nowe zasady rekrutacji (odtąd kandydatki mogą przystępować do wszystkich egzaminów uniwersyteckich). Dlatego później twierdzono, że Kadambini Ganguly, która przystąpiła do egzaminów uniwersyteckich na zmienionych zasadach w grudniu 1878, 15 miesięcy po Chandramukhi Basu, była pierwszą kobietą w Indiach, która zdała egzamin wstępny na uczelnię wyższą. Zaświadczenie o tym, że Basu była pierwszą studentką w Indiach, wydano dopiero po jej śmierci.
Nowe zasady rekrutacji na uczelnię pozwoliły Basu na dalsze studiowanie w Kolkacie. Po zdaniu egzaminu FA w Free Church Institution przeniosła się do Bethune College. Po ukończeniu studiów na Uniwersytecie w Kolkacie w 1884 została pierwszą kobietą w Indiach, która uzyskała tytuł magisterski. W Bethune College stworzyła boisko do tenisa i badmintona dla kobiet. W prasie była krytykowana za swoje działania.
Jako wykładowczyni zaczęła pracę w Bethune College w 1886. W 1888 kolegium wydzielono jako osobną jednostkę uczelnianą, a Basu została jego dyrektorką, tym samym pierwszą kobietą kierującą wyższą uczelnią w Azji Południowej. Wyszła za mąż za pedagoga, reformatora edukacji i działacza społecznego, Ishwara Chandrę Vidyasagara. Pracę zawodową łączyła z działalnością społeczną.
W 1891 z powodu złego stanu zdrowia przeszła na emeryturę. Resztę życia spędziła w Dehradun.
Jej siostry, Bidhumukhi i Bindubasini, również podjęły studia. Bidhumukhi Bose i Virginia Mary Mitra (Nandi) ukończyły studia w 1890 i były jednymi z pierwszych absolwentek medycyny w Calcutta Medical College, tym samym pionierkami medycyny w Indiach. W 1891 Bindubasini Bose ukończyła tę samą szkołę.